# Cooperativa sociale
Una cooperativa sociale è un particolare tipo di società cooperativa. Le cooperative sociali gestiscono servizi socio-sanitari ed educativi, oppure attività di vario genere finalizzate all'inserimento nel mercato del lavoro di persone svantaggiate.
Il fenomeno è più sviluppato in Italia, ma esiste in varie forme in molti paesi. In paesi come la Svezia e il Regno Unito le cooperative sociali esistono senza una legislazione speciale, mentre elementi analoghi al modello italiano si ritrovano nella legislazione in Belgio (société à finalité Sociale / Vennootschap met Sociaal Oogmerk) e Polonia (Spółdzielnia socjalna).
La prima cooperativa sociale del mondo è la Cooperativa Sociale Lavoratori Uniti Franco Basaglia, nata il 16 dicembre 1972 a Trieste ed in seguito intestata al suo promotore, lo psichiatra Franco Basaglia.

## Nel mondo

### Italia
Fino ai primi anni '70 i manicomi erano istituzioni totali in cui la maggioranza degli internati non aveva diritti civili né politici. Per far funzionare questa macchina istituzionale ci si avvaleva del contributo dei pazienti organizzati nelle squadre di ergoterapia, una cosiddetta “terapia del lavoro” concepita a partire dal presupposto che impiegare le persone in attività utili, piuttosto che condannarle all’ozio, producesse maggiori benefici. Tale pratica consisteva a tutti gli effetti in una forma di sfruttamento in quanto, al servizio prestato, non corrispondeva alcun tipo di remunerazione economica né di tutela. Negli anni ’60, nell'ospedale psichiatrico di Trieste, queste squadre iniziarono a costituirsi in un collettivo, che cominciò a formulare un’embrionale coscienza del proprio stato di assoggettamento. Una figura particolarmente emblematica fu quella di Danilo Sedmak, un giovane psicologo arrivato nel 1964 come volontario, che cominciò sin da subito ad affiancare questo gruppo ed a sostenerlo nelle sue rivendicazioni, che cominciarono con la richiesta di dispositivi di protezione, per poter operare in sicurezza. Nel dicembre del 1971 Michele Zanetti, l’allora Presidente della Provincia di Trieste, chiamò il Dott. Franco Basaglia a dirigere l’ospedale psichiatrico triestino (O.P.P.): quest’ultimo, assieme ad un’équipe di giovani medici e un gruppo di volontari provenienti da tutto il mondo, aveva il chiaro intento di abolire il modello manicomiale a favore di servizi di salute mentale territoriali, fondati sul paradigma della cura e sui diritti di cittadinanza delle persone. Con l’arrivo di Basaglia, tutti i rapporti di potere cominciarono ad essere messi in discussione: il collettivo dell’ergoterapia poté così inserire la sua lotta all’interno del più ampio movimento di critica istituzionale al manicomio. Nel corso dell’Assemblea dei lavoratori dell’O.P.P. del 29 febbraio 1972 si discusse sulla possibilità di dare a questo gruppo un’organizzazione maggiormente strutturata: si dibatté se costituirsi come “Cooperativa” o se limitarsi ad essere un “laboratorio protetto”. Si decise con convinzione per la prima opzione in quanto questo tipo di Impresa, dalla natura mutualistica, rispondeva alla necessità di configurarsi come soggetto intrinsecamente legato ad un mandato etico e sociale, oltre che economico. Nella successiva Assemblea dei lavoratori del 10 marzo 1972 vennero definite le finalità a cui questa realtà doveva rispondere: l’organizzazione in forza lavoro, una giusta remunerazione, la tutela tramite assicurazioni sociali nonché la riabilitazione della persona e il suo inserimento sociale. Nell’Assemblea seguente si nominò il Consiglio d’Amministrazione, di cui Franco Basaglia fu Presidente onorario. Vennero pertanto redatti nuovamente Atto costitutivo e Statuto, datati 16 dicembre 1972, facendo figurare fra i soci alcuni operatori sensibili a questa vicenda assieme ad alcuni ricoverati che avevano lo statuto di “volontari” (stando a quanto disposto dalla legge 431 del 1968), quindi titolari di capacità giuridica. L’oggetto sociale delineò alle prime due voci i settori di attività della Cooperativa (pulitura, manovalanza e giardinaggio) parlando in maniera chiara ed inequivocabile di “lavoro”. Tuttavia non si rinunciò a reclamare con fermezza la specificità della propria natura: le finalità erano anche quelle di migliorare la posizione economica, morale e sociale dei soci e di promuovere il movimento cooperativo. Con un Decreto del 27 gennaio 1973 il Tribunale di Trieste riconobbe finalmente la Cooperativa. Si proseguì così con la domanda alla Regione da cui, il 23 marzo 1973, si ottenne l’Iscrizione nel “Registro Regionale delle Cooperative”: la CLU era a tutti gli effetti un’Impresa economica. In particolare è stata la prima Cooperativa sociale d’Europa ed in Italia ha anticipato le Cooperative finalizzate all’inserimento lavorativo, successivamente definite “Cooperative sociali di tipo B” con la legge 381 del 1991.
Lo sviluppo di questa particolare forma imprenditoriale in anni più recenti è legato a una molteplicità di fattori. Da un lato gli enti pubblici esternalizzano alle cooperative sociali una quota crescente di servizi sociali, sanitari, educativi e relativi alle politiche giovanili. D'altro canto esistono fenomeni di auto organizzazione della società civile (cittadini, gruppi informali, associazioni, ecc.) che promuovono la nascita di cooperative sociali per rispondere a bisogni insoddisfatti o per innovare l'offerta di servizi di welfare.

### Disciplina normativa
Una delle prime norme in tema fu il Decreto Legislativo del Capo Provvisorio dello Stato del 14 dicembre 1947 n. 1577 (noto anche come Legge Basevi dal nome dell'ispiratore Alberto Basevi).
Il decreto definì per la prima volta la tipologia di società cooperativa rispondente al riconoscimento della funzione sociale della cooperazione avente carattere di mutualità e senza finalità di speculazione privata, in armonia coi dettami dell'art. 45 della Costituzione repubblicana italiana.
Successivamente, la legge 8 novembre 1991, n. 381 ("Disciplina delle cooperative sociali") introdusse apposita disciplina riguardante le cooperative sociali, alla quale occorre fare riferimento per conoscere gli specifici obblighi e divieti ai quali queste cooperative sono sottoposte e che ne giustificano il particolare regime tributario.
Ai sensi della legge del 1991, le cooperative sociali rientrano in una speciale categoria, caratterizzata dal fatto di “perseguire l'interesse generale della comunità alla promozione umana e all'integrazione sociale dei cittadini” attraverso:
- la gestione di servizi socio-sanitari ed educativi (tipo A);
- lo svolgimento di attività diverse - agricole, industriali commerciali o di servizi - finalizzate all'inserimento lavorativo di persone svantaggiate (tipo B).

La stessa legge disciplina la figura del socio volontario e del socio svantaggiato e prevede convenzioni stipulabili tra Enti pubblici e cooperative sociali di tipo B. Le cooperative sociali che rispettino la normativa della legge n. 381/1991 sono ONLUS di diritto.

### Consistenza del fenomeno

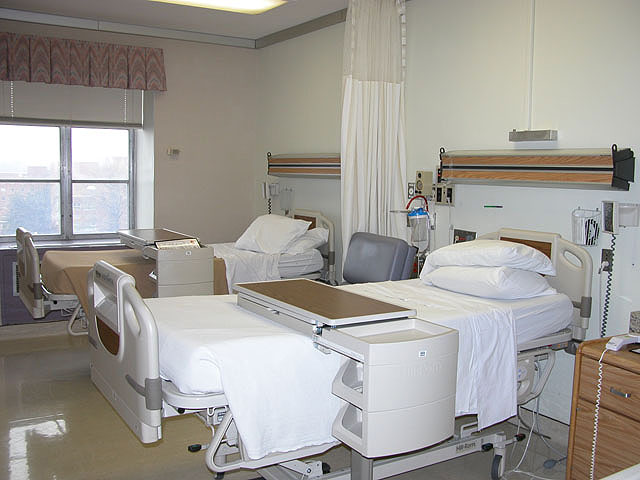
National Institute of Mental Health Clinical Center

Le cooperative sociali rappresentano un'importante realtà sia sotto il profilo occupazionale sia dell'erogazione di servizi. Secondo l'Istat a fine 2005 le cooperative sociali erano 7.363 con una crescita di oltre il 30% rispetto al 2001. Queste imprese impiegano complessivamente oltre 210.000 addetti retribuiti e 32.000 volontari. Inoltre rivolgono i loro servizi a oltre 3 milioni di persone per un giro d'affari pari a 6,4 miliardi di euro.